# غاي هاميلتون
غاي هاميلتون (بالإنجليزية: Gay Hamilton)‏ هي ممثلة بريطانية، ولدت في 29 أبريل 1943 في المملكة المتحدة.

## أعمال

### أفلام
- (1975) باري ليندون

## وصلات خارجية
- غاي هاميلتون على موقع IMDb (الإنجليزية)
- غاي هاميلتون على موقع ألو سيني (الفرنسية)
- غاي هاميلتون على موقع أول موفي (الإنجليزية)
- غاي هاميلتون على موقع قاعدة بيانات الأفلام السويدية (السويدية)
- غاي هاميلتون على موقع قاعدة بيانات الفيلم (الإنجليزية)